# Koniuchy (rejon wołkowyski)
Koniuchy (biał. Канюхі, ros. Конюхи) – wieś na Białorusi, w rejonie wołkowyskim obwodu grodzieńskiego, około 21 km na południowy wschód od Wołkowyska.

## Historia
W 1735 roku Jan Scypion i jego żona ufundowali we wsi klasztor dominikanów.
W połowie XVIII wieku te rozległe dobra były własnością gen. Jana Jerzego Grabowskiego, męża Elzbiety, która po jego śmierci prawdopodobnie potajemnie wyszła za króla Stanisława Augusta. Jednak zadłużony Grabowski już około 1777 roku musiał podzielić swój majątek między wierzycieli, choć skądinąd wiadomo, że jeszcze w 1796 roku przynajmniej część majątku posiadał jego syn (a prawdopodobniej syn Stanisława Augusta), Michał (1773–1812). Koniuchy po podziale dostały się Ignacemu i Izabelli Bronicom. 
Po III rozbiorze Polski w 1795 roku Koniuchy, wcześniej należące do powiatu wołkowyskiego województwa nowogródzkiego Rzeczypospolitej, znalazły się na terenie powiatu wołkowyskiego (ujezdu), wchodzącego w skład kolejno guberni: słonimskiej, litewskiej i grodzieńskiej Imperium Rosyjskiego. Po ustabilizowaniu się granicy polsko-radzieckiej w 1921 roku wieś wróciła do Polski, weszła w skład gminy Podorosk powiatu wołkowyskiego województwa białostockiego, od 1945 roku – była w ZSRR, od 1991 roku – na terenie Republiki Białorusi.
W 1832 roku klasztor został zlikwidowany przez władze carskie. W 1836 roku mieszkało we wsi jedynie 6 mieszkańców. W 1914 roku – 62.
Obecnie we wsi funkcjonują: sklep, poczta, dom kultury, biblioteka, filia szkoły muzycznej, szkoła podstawowa i przedszkole.

## Dawny dwór

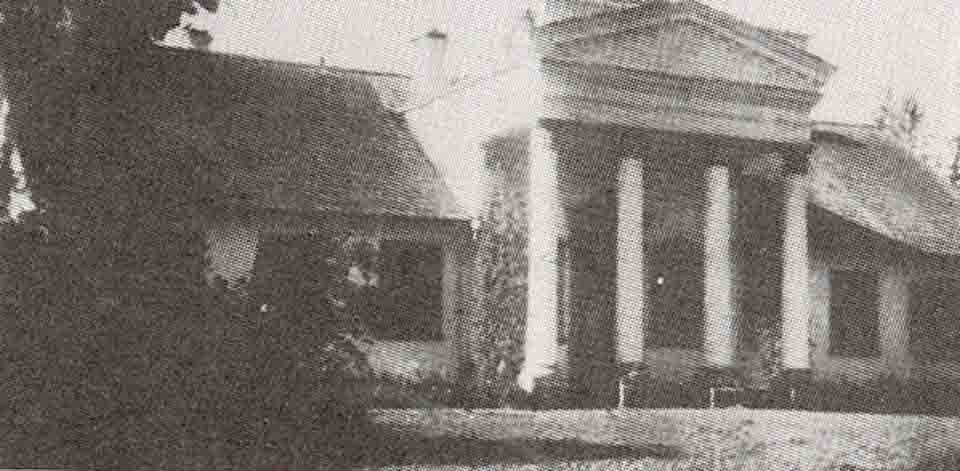
Dwór w dwudziestoleciu międzywojennym

Stary dwór zbudowany z przepołowionych bali, układanych na mech, spłonął na początku XIX wieku. Dwie stare oficyny przetrwały do II wojny światowej. Po pożarze w oficynach mieszkali właściciele przez kilkadziesiąt lat.
W połowie XIX wieku wzniesiono nowy dwór, prawdopodobnie zaprojektowany przez wileńskiego architekta Łubę. Był to parterowy, dziewięcioosiowy dom, o podwyższonej trzyosiowej części środkowej, do której od strony podjazdu przylegał duży, czterokolumnowy portyk zwieńczony gładkim, trójkątnym szczytem. Po stronie ogrodowej znajdował się drewniany taras otoczony balustradą. Dwór był przykryty gładkim, gontowym czterospadowym dachem. Układ wnętrz był dwutraktowy z wąskim korytarzem w prawym skrzydle.
Dom był otoczony przez niewielki, dwuhektarowy park, na który składały się dwa trawniki otoczone drzewami. Od strony ogrodu trawnik dochodził do prostokątnego stawu.
Dwór istniał jeszcze w 1952 roku. Dziś widać jedynie ruiny oficyn.
Majątek w Koniuchach jest opisany w 2. tomie Dziejów rezydencji na dawnych kresach Rzeczypospolitej Romana Aftanazego.